# Opus Arena
Opus Arena nogometni je stadion u Osijeku. Nalazi se na predjelu Pampas, na području Retfale.

## Povijest
Prema prvom projektu na Pampasu je bila predviđena izgradnja samo kampa sa sedam terena (pet s prirodnom i dva s umjetnom travom) te malog stadiona, kapaciteta oko 3.500 gledatelja, na kojem bi Osijek igrao svoje domaće utakmice tijekom obnove starog Gradskog vrta ili izgradnje novog Gradskog vrta. Zbog očekivanih poteškoća oko imovinsko-pravnih odnosa na području Gradskog vrta, kasnije je odlučeno kako će se novi stadion graditi u sklopu kampa na Pampasu. Konačni projekt predstavljen je dana 19. travnja 2018. godine, a osim stadiona s 12.850 mjesta, obuhvatio je i izgradnju sedam pomoćnih terena.
Radovi na izgradnji počeli su nedugo nakon predstavljanja raščišćavanjem i pripremom zemljišta te nasipavanjem zemlje i kamenja na dotada močvarno tlo, a sama izgradnja započela je u rujnu 2019. godine. Za izvođača je odabrana osječka tvrtka Eurokamen, za koju se ubrzo pokazalo kako je potkapacitirana za izvođenje velikih građevinskih projekata, zbog čega su radovi na izgradnji od samog početka tekli vrlo sporo te je brzo postalo jasno kako stadion i kamp neće biti završeni tijekom 2020. godine kada je bio predviđen završetak projekta "Pampas 2020". Kako bi se izgradnja ubrzala, NK Osijek je s austrijskom tvrtkom Strabag dana 30. studenoga 2021. godine potpisao ugovor za izvođenje druge faze radova, koja se trebala raditi zajedno s Eurokamenom, no 1. ožujka 2022. godine iz kluba je objavljeno kako je raskinut ugovor s Eurokamenom zbog, kako je navedeno, dinamike izvođenja radova kojom je ugrožen cijeli projekt i dovršetak stadiona. Radovi su potom znatno ubrzani, na gradilište je upućen znatno veći broj radnika, njih oko 200, a obavljene su i određene preinake projekta, kojima su iz unutrašnjosti zapadne tribine izbačene prvotno predviđene saune i jacuzziji za VIP goste te su umjesto njih ubačeni smještajni kapaciteti za igrače, a najvažnija posljedica reorganizacije projekta je povećanje ukupnog kapaciteta gledatelja s 12.850 na 13.005.
Grubi građevinski radovi na stadionu završeni su u prvom tromjesečju 2023. kada je počelo završno opremanje i postavljanje najsuvremenijeg hibridnog travnjaka. Završetak glavnine radova označen je 1. srpnja 2023. kada je stadion prvi put otvoren javnosti i prije svega navijačima koji su ga tom prigodom mogli u cijelosti obići i upoznati uoči početka prodaje godišnjih ulaznica.
- Stanje na gradilištu u veljači 2020.
- Stanje na gradilištu u lipnju 2020.
- Stanje na gradilištu u studenom 2020.
- Stanje na gradilištu u ožujku 2021.
- Stanje na gradilištu u srpnju 2022.

### Prva utakmica
Prva utakmica odigrana je 22. srpnja 2023. godine kada je Osijek u sklopu prvog kola HNL-a u sezoni 2023./24. ugostio Slaven Belupo i pobijedio rezultatom 6:1. Prvi pogodak postigao je Ramón Miérez u četvrtoj minuti susreta, a na tribina je bilo oko deset tisuća gledatelja.
| 22. srpnja 2023. 21:00                                            |          |                                                        |                                                              |
| Osijek                                                            | 6:1      | Slaven Belupo                                          | Opus Arena, Osijek Broj gledatelja: 9992 Sudac: Jakov Titlić |
| Miérez 4' Caktaš 18' Fućak 36' Nejašmić 63' Bukvić 71' Lovrić 83' | Izvješće | 18' Martinaga 29' Crnac 31' Mioč 35' Cascini 57' Manaj | Opus Arena, Osijek Broj gledatelja: 9992 Sudac: Jakov Titlić |

## Povezanost
| način   | postaja    | linija                                         | udaljenost |
| ------- | ---------- | ---------------------------------------------- | ---------- |
| tramvaj | Podgrađe   | 1                                              | 300 m      |
| autobus | Opus Arena | 1 (Jug II – Kanižlićeva – Opus Arena – Jug II) | 50 m       |

## Galerija
- Prva utakmica, odigrana 22. srpnja 2023.
- Prva utakmica, odigrana 22. srpnja 2023.
- Pogled na stadion s prilaza
- Stadion iz blizine
- Zapadna tribina
- Istočna tribina
- Južna tribina
- Sjeverna tribina